# Oscando
Oscando (¿? - 645) fue un eclesiástico visigodo, obispo de Astorga entre los años 637 y 645, contemporáneo de los papas Honorio I, Severino, Juan IV y Teodoro I y de los reyes Chintila, Tulga y Chindasvinto. 
La única noticia histórica de su existencia es su participación en el VI Concilio de Toledo celebrado el año 638.

| Predecesor: Concordio | Obispo de Astorga 637 – 645 | Sucesor: Candidato |